# Kho ngoại quan
Kho ngoại quan là một tòa nhà hoặc khu vực an toàn khác, trong đó hàng hóa chịu thuế có thể được lưu trữ, thao tác hoặc trải qua các hoạt động sản xuất mà không phải trả thuế. Nó có thể được quản lý bởi nhà nước hoặc bởi doanh nghiệp tư nhân. Trong trường hợp sau, một kho ngoại quan phải được đăng ký với chính phủ. Hệ thống này được sử dụng rộng rãi ở các nước phát triển trên toàn thế giới.
Khi nhập hàng vào kho ngoại quan, người nhập khẩu và chủ kho phải chịu trách nhiệm theo một khoản cam kết. Trách nhiệm này thường được hủy bỏ khi hàng hóa:
- Đã xuất khẩu hoặc được coi là đã xuất khẩu;
- Thu hồi để cung cấp cho tàu hoặc máy bay trong giao thông quốc tế;
- Bị tiêu hủy dưới sự giám sát của Hải quan hoặc
- Được thu hồi để tiêu thụ trong nước sau khi đã nộp thuế.

Trong khi hàng hóa ở trong kho ngoại quan, dưới sự giám sát của cơ quan hải quan, hàng hóa có thể bị xử lý bằng cách làm sạch, phân loại, đóng gói lại hoặc thay đổi tình trạng của chúng bằng các quy trình không liên quan đến sản xuất. Sau khi thao tác và trong thời hạn lưu kho, hàng hóa có thể được xuất khẩu mà không phải trả thuế hoặc có thể được thu hồi để tiêu thụ sau khi nộp thuế theo tỷ lệ áp dụng cho hàng hóa trong tình trạng bị thao túng tại thời điểm thu hồi. Tại Hoa Kỳ, hàng hóa có thể ở trong kho ngoại quan tối đa 5 năm kể từ ngày nhập khẩu. Kho ngoại quan cung cấp các dịch vụ lưu trữ chuyên dụng như lưu trữ chất lỏng đông lạnh hoặc số lượng lớn, xử lý hàng hóa và phối hợp với vận chuyển, đồng thời là một phần không thể thiếu trong chuỗi cung ứng toàn cầu.